# 3867 Сіретоко
3867 Сіретоко (3867 Shiretoko) — астероїд головного поясу, відкритий 16 квітня 1988 року.
Тіссеранів параметр щодо Юпітера — 3,541.
Названо на честь японського півостріва Сіретоко (яп. 知床（しれとこ） сіретоко).